# A Dama do Falcão
A Dama do Falcão é uma obra publicada em 1982 da autoria de Marion Zimmer Bradley.